# Hunyady Ferenc
Vitéz gróf Hunyady Ferenc (Agárd, Fejér vármegye, 1895. április 8. – Budapest, 1966. május 30.) földbirtokos, országgyűlési képviselő.

## Élete
Római katolikus vallásban született, gróf Hunyady Károly (1864–1933) és Nádasdy Irma (1873–1925) fiaként, a ma Gárdonyhoz tartozó Agárdon. Középiskoláit Aradon végezte, majd négy félévet hallgatott a budapesti tudományegyetemen, két és fél évet a budapesti Kereskedelmi Akadémián, további két félévet pedig az egyetem közgazdasági karán.
Az első világháború idején mint a császári és királyi 7. számú huszárezred kadét-őrmestere vonult be, részt vett az északi és a déli hadszíntereken folyt harcok egy részében is, majd 18 évet román hadifogságban töltött. Katonai érdemeiért elnyerte a vitézségi érmet és a hadiékítményes III. osztályú Katonai Érdemkeresztet; évekkel a háború végét követően vitézzé is avatták. Főhadnagyi rendfokozatban szerelt le.
Hazatérve előbb Fejér megyei birtokain kezdett gazdálkodni, majd apránként bekapcsolódott a megyei és az országos közéletbe is. Részt vett a legitimista mozgalmakban és szerepet vállalt a katolikus társadalmi életben is. Éveken át ügyvezető alelnöke volt a Magyar Férfiak Szent Korona Szövetségének, vezetőségi tagja a Nemzeti Összetartás Körének, kormányzótanácsi tagja a Katolikus Népszövetségnek, illetve főtitkára az utóbbi szerveződés nemzetközi és tudományos szakosztályának. Vármegyéjében a törvényhatósági bizottságban és a kisgyűlésben is tagságot viselt.
Országgyűlési képviselőnek először 1927 februárjában választották meg – miután Zichy János korábbi kultuszminiszter lemondott Móron elnyert mandátumáról –, a Keresztény Gazdasági és Szociális Párt programjával. 1930-ban kilépett a pártból, s az 1931-es parlamenti választáson már pártonkívüliként volt eredményes, szintén a móri választókerületben. Az 1935-ig tartó ciklus ideje alatt belépett a Független Kisgazdapártba, és több időközi választáson élénk kampánytevékenységet fejtett ki az éppen aktuális kisgazda jelölt mellett.
Az 1935–1939-es képviselőházi ciklus idejére visszavonult, főleg gazdálkodással, szépirodalmi tevékenységgel és kisebbségi problémákkal foglalkozott. Külföldi utazásai során többször tartott előadásokat az utóbbi tárgykörben, illetve a Népszövetség ülésein is két ízben kiküldöttként volt jelen. Tevékeny részt vett a sportéletben is: hosszú ideig elnöke volt a Budapesti Korcsolyázó Egyletnek és vezetőségi tagja a Magyar Atlétikai Klubnak; a Városligeti Műjégpálya bizonyos fejlesztései is a nevéhez fűződnek.
1939-ben ismét bekapcsolódott a parlamenti politikába: az az évi általános választáson a Magyar Élet Pártja Fejér vármegyei és székesfehérvári listáján kapott helyet és jutott onnan mandátumhoz. A rendes időpontban megtartott lajstromos választás eredményét a közigazgatási bíróság, egy formai hiba miatt megsemmisítette, de a megismételt választás sem hozott másmilyen eredményt. Képviselői munkája mellett tagja volt az Országos Magyar Gazdasági Egyesületnek és a Nemzeti Kaszinónak is.

## Művei
- A revízió új útja. Melléklet az Esztergom és vidékéhez. (Esztergom, 1933)
- Szétesett ország (történelmi regény, 1937)